# Цветочный (Ставропольский край)
Цвето́чный — посёлок в Петровском районе (городском округе) Ставропольского края Российской Федерации.

## География
Находится в Предкавказье, на Прикалаусских высотах Ставропольской возвышенности.
Расстояние до краевого центра: 85 км. Расстояние до районного центра: 29 км.

## История
Основан в 1932 году как посёлок отделения № 5 совхоза «Петровский».
21 сентября 1964 года поселок переименован в Цветочный.
Входил в состав муниципального образования «Сельское поселение Прикалаусский сельсовет» (упразднено 1 мая 2017 года).

## Население
| 1989 | 2002 | 2010 | 2014 | 2023 |
| ---- | ---- | ---- | ---- | ---- |
| 242  | ↗273 | ↘216 | ↘200 | ↘146 |

По данным переписи 2002 года, 66 % населения — русские.

## Инфраструктура
- Газифицирован осенью 2010 года